# オラフ・ポウルセン
オラフ・ポウルセン（ノルウェー語: Olaf Poulsen、1920年7月27日- 2008年9月27日）は、ノルウェー出身の元スピードスケート選手。国際オリンピック委員会委員。元国際スケート連盟会長。

## 経歴
1920年、オスロで生まれる。スピードスケート選手として活動した後、ノルウェースケート協会に所属。1969年から1973年まで同協会会長に就任。
1980年より国際スケート連盟会長に就任し、1994年に引退した。また国際オリンピック委員会委員を務めた。
2008年9月27日、オスロで亡くなる。